# Molophilus dirhaphis
Molophilus dirhaphis là một loài ruồi trong họ Limoniidae. Chúng phân bố ở miền Tân bắc.